# Jenny Carlson
Jenny Helen Carlson (* 17. April 1995 in Göteborg) ist eine schwedische Handballspielerin, die dem Kader der schwedischen Nationalmannschaft angehört.

## Karriere

### Im Verein
Jenny Carlson erlernte das Handballspielen beim schwedischen Verein Kärra HF. Im Jahr 2014 wechselte sie zum Erstligisten LUGI HF. Nachdem die Rückraumspielerin in der Saison 2017/18 mit 108 Treffern den siebten Platz der Torschützenliste der Svensk HandbollsElit belegt hatte, schloss sie sich dem dänischen Erstligisten Ringkøbing Håndbold an. Ab Oktober 2018 musste sie aufgrund einer chronischen Darmerkrankung bis zum Saisonende 2018/19 pausieren. Nach ihrer Genesung schloss sie sich dem Ligakonkurrenten EH Aalborg an. In der Saison 2019/20 gehörte Carlson sowohl in der Torschützenliste als auch bei den Vorlagen der Top 20 der dänischen Liga an. Daraufhin wechselte sie zu Holstebro Håndbold. Carlson wurde im März 2022 vom französischen Erstligisten Brest Bretagne Handball verpflichtet, um den verletzungsbedingten Ausfall von Aïssatou Kouyaté zu kompensieren. Zur Saison 2024/25 hatte sie einen Vertrag beim montenegrinischen Verein ŽRK Budućnost Podgorica. Nachdem der Verein im Sommer 2024 aufgrund des Rückzugs des Hauptsponsors in finanzielle Schwierigkeiten geraten war, schloss sie sich dem deutschen Bundesligisten HB Ludwigsburg an. Mit Ludwigsburg gewann sie 2025 sowohl die deutsche Meisterschaft als auch den DHB-Pokal. Im Sommer 2025 schloss sie sich dem norwegischen Erstligisten Molde HK an.

### In der Nationalmannschaft
Carlson lief anfangs für die schwedische Jugend- sowie für die Juniorinnennationalmannschaft auf. Mit diesen Auswahlmannschaften nahm sie an der U-18-Weltmeisterschaft 2012 und an der U-20-Weltmeisterschaft 2014 teil. Carlson bestritt am 19. März 2021 ihr Debüt für die schwedische A-Nationalmannschaft gegen Spanien. Mit der schwedischen Auswahl belegte sie den vierten Platz bei den Olympischen Spielen in Tokio. Carlson erzielte im Turnierverlauf insgesamt 22 Treffer. Bei der Weltmeisterschaft 2023, in deren Verlauf sie 28 Treffer erzielte, belegte sie mit Schweden den vierten Platz. Auch bei den im darauffolgenden Jahr stattfindenden Olympischen Spielen in Paris belegte sie mit Schweden den vierten Platz.